# Camilla Johansson
Camilla Jennie Maria Johansson, född 3 november 1976 i Västra Torsås församling i Kronobergs län, är en svensk före detta friidrottare (tresteg och längdhopp). Hon var svensk rekordhållare i tresteg med 14,15 satt i Halmstad 2003 till 2008. Hon har tävlat i flera finnkamper och var även med på EM 2006 där hon slutade 10:a. Johansson utsågs år 2001 till Stor grabb/tjej nummer 455.
Johansson började sin idrottskarriär i klubben Hälle IF men övergick säsongen 1997 till IFK Växjö.

## Karriär
Camilla Johansson var med vid OS i Sydney år 2000 och men slogs ut i kvalet i tresteg, med 13,87.
År 2001 deltog hon vid VM i Edmonton och gick där med 14,17 (medvind) till final varefter hon kom på en elfte plats på 13,84.
Vid VM i Paris år 2003 slogs hon ut i kvalet efter att ha hoppat 13,87 (samma som vid OS två år tidigare). För finalplats krävdes det 14,16.
2004 deltog hon också vid Inomhus-VM, denna gång i Budapest, men lyckades inte ta sig till final utan slogs ut med resultatet 13,76 (att jämföra med de 14,30 som krävdes för finalplats).
Hon gick till final vid EM i Göteborg 2006 och kom där på en tiondeplats med 13,74.

## Personliga rekord
| Utomhus - 100 meter – 12,01 (Stockholm 24 juli 1998) - 200 meter – 24,28 (Fredrikstad, Norge 8 september 1996) - Längdhopp – 6,75 (Växjö 10 augusti 1999) - Tresteg – 14,15 (Halmstad 20 juli 2003) - Tresteg – 14,17 (medvind) (Edmonton, Kanada 8 augusti 2001) | Inomhus - 60 meter – 7,68 (Malmö 30 januari 1999) - 60 meter – 7,69 (Malmö 18 januari 2003) - Längdhopp – 6,49 (Malmö 10 februari 1999) - Tresteg – 14,12 (Gent, Belgien 26 februari 2000) |

### Fotnoter
1. 1 2 3 4 5 6 7 8  Wiger 2006, s. 222.
2. 1 2 3 4 5 6  Wiger 2006, s. 225.
3. ↑  ”Stora SM 2006, dag 1”. turebergfriidrott.se. http://turebergfriidrott.se/statistik/SM2006/2006_resfred.htm. Läst 19 april 2013.
4. 1 2  ”Stora inne-SM 2003, resultat” (html). friidrott.stockholm.se. http://www.friidrott.stockholm.se/ism/resultat/p_resultat.html. Läst 14 april 2015.
5. ↑  ”Stora inne-SM 2004, resultat” (htm). idrottonline.se. Arkiverad från originalet den 23 november 2015. https://web.archive.org/web/20151123030953/http://iof2.idrottonline.se/ImageVaultFiles/id_16756/cf_78/040222ism.HTM. Läst 21 april 2015.
6. ↑  ”Stora inne-SM 2005, resultat” (pdf). mai.se. Arkiverad från originalet den 23 november 2015. https://web.archive.org/web/20151123081015/http://www.mai.se/resultat/resultatlista-ism.2005.pdf. Läst 12 april 2015.
7. ↑  ”Stora inne-SM 2006 damer , resultat” (html). friidrott.stockholm.se. http://www.friidrott.stockholm.se/ism2006/resultat/f_kvinnor_resultat.html. Läst 6 april 2015.
8. ↑  Sveriges befolkning 2000, Version 1.03, Sveriges Släktforskarförbund: Johansson, Camilla Jennie Maria
9. ↑  ”Stora grabbars märke”. friidrott.se. Arkiverad från originalet den 31 mars 2016. https://web.archive.org/web/20160331202525/http://www.friidrott.se/historik/storagrabbar.aspx. Läst 25 oktober 2016.
10. ↑  ”Stora Grabbar personpresentation”. storagrabbar.se. http://www.storagrabbar.se/grabbar_10.html. Läst 25 oktober 2016.
11. ↑  ”Long Jump Women - 27th Olympic Games Sidney (Olympic Stadium), Australia 22 Sep 2000 - 1 Oct 2000”. iaaf.org. https://www.iaaf.org/results/olympic-games/2000/27th-olympic-games-2363/women/triple-jump/qualification/result. Läst 2 januari 2017.
12. ↑  ”Triple Jump Women 8th IAAF World Championships Edmonton (Commonwealth Stadium), Canada 03 Aug 2001 - 12 Aug 2001” (på engelska). iaaf.org. https://www.iaaf.org/competitions/iaaf-world-championships/8th-iaaf-world-championships-2639/results/women/triple-jump/final/result. Läst 19 januari 2017.
13. ↑  ”Triple Jump Women - 9th IAAF World Championships In Athletics Paris Saint-Denis (Stade de France), France 23 Aug 2003 - 31 Aug 2003” (på engelska). iaaf.org. https://www.iaaf.org/competitions/iaaf-world-championships/9th-iaaf-world-championships-in-athletics-2962/results/women/triple-jump/qualification/result. Läst 19 januari 2017.
14. ↑  ”Triple Jump Women - 10th IAAF World Indoor Championships Budapest (Sportaréna), Hungary 05 Mar 2004 - 07 Mar 2004” (på engelska). iaaf.org. https://www.iaaf.org/results/iaaf-world-indoor-championships/2004/10th-iaaf-world-indoor-championships-3226/women/triple-jump/qualification/result. Läst 23 januari 2017.
15. ↑  ”European Athletics Championships - Göteborg 2006” (på engelska). european-athletics.org. http://www.european-athletics.org/competitions/european-athletics-championships/history/year=2006/results/index.html. Läst 9 augusti 2017.
16. 1 2 3 4 5 6 7 8  ”Personsida på AllAthletics” (på engelska). all-athletics.com. Arkiverad från originalet den 26 oktober 2016. https://web.archive.org/web/20161026000005/http://www.all-athletics.com/node/148424. Läst 25 oktober 2016.
17. 1 2 3 4 5  ”Personsida hos IAAF” (på engelska). iaaf.org. https://www.iaaf.org/athletes/sweden/camilla-johansson-136017. Läst 25 oktober 2016.